# William Fergusson
Sir William Fergusson, 1:e baronet, född 20 mars 1808 i Prestonpans, East Lothian, död 10 februari 1877 i London, var en skotsk kirurg.
Fergusson studerade medicin vid Edinburghs universitet, där han under Robert Knox fick grundliga kunskaper i anatomi. Sedan han några år verkat som kirurg i Edinburgh, flyttade han 1840 till London, där han blev professor vid King's College och hovkirurg. Han verkade inom vidsträckta områden av kirurgin och införde åtskilliga nya behandlingsmetoder. Han tilldelades baronettiteln 1866. Det sades om honom att han vid sina operationer förenade "en örns öga, ett lejons hjärta och en kvinnas hand".